# Liebe am Fjord – Das Alter der Erde
Das Alter der Erde ist ein deutscher Fernsehfilm von Jörg Grünler aus dem Jahr 2016. Es handelt sich um die zehnte und zugleich letzte Episode der ARD-Filmreihe Liebe am Fjord.

## Handlung
Die Bergführerin Birthe Haugen verliert den Boden unter den Füßen, als ihre 20-jährige Tochter Tilde von zu Hause auszieht. Ihr Ehemann Nils besinnt sich, die positiven Seiten zu sehen, zumal es doch gut sei, dass ihre Tochter nun ihre eigenen Wege gegen möchte. Birthe will ein zweites Kind haben, zu unerträglich ist für sie die Ruhe. Doch ihr Mann will unter keinen Umständen noch einmal Vater werden. 
Ein Kunde, der Geologe Henrik Jacobsen, bietet viel Geld für eine Bergtour in eine abgelegene Gegend. Nils nimmt den Auftrag zögernd an. Doch nach einem Unfall auf Krücken angewiesen, ist er dazu nicht mehr in der Lage. Birthe springt ein und übernimmt die Tour. Als Henrik unterwegs einen Schwächeanfall erleidet, stellt sich heraus, dass er sterbenskrank ist und sich als letzten Wunsch von einer bestimmten Gesteinsformation verabschieden möchte, die er vor langer Zeit entdeckt hat. Damit kann er Birthe überzeugen, den Weg weiter zu gehen. 
Nachdem ein heftiges Gewitter aufzieht, beschließen sie, in Zelten zu übernachten. Henrik kommt in der Nacht zu Birthe, da die Wahrscheinlichkeit, dass beide Zelte getroffen werden, sehr gering ist. So sterben entweder beide – und das gemeinsam – oder überleben. Denn: "Wichtig ist doch, wie man stirbt."
Währenddessen lernt Nils in der Bar, in der seine Tochter arbeitet, eine interessante Frau kennen. Die beiden verbringen letztlich die Nacht zusammen. Nach dem Abschied erfährt er, dass es sich bei ihr um Frau Jacobsen handelt. 
Am nächsten Tag kann Birthe Henrik doch zur Umkehr bewegen, wobei er beim Abstieg erneut einen Schwächeanfall erleidet und der Einsatz der Bergrettung erforderlich ist. Vor der Klinik trennen sich die Wege der beiden Ehepaare, die auf ganz unterschiedliche Weise zueinander gefunden haben.
Später stellt Birthe fest, dass ihre Periode ausbleibt; ein Schwangerschaftstest ist positiv. Beide Eheleute gestehen sich ihre Fehltritte, was bei Nils jedoch zu einer Entfremdung von seiner Frau führt, die nicht weiß, von welchem Mann das erwartete Kind ist. 
Frau Jacobsen übersendet ein Paket, das ein von Henrik verfasstes geologisches Buch und dessen Todesanzeige enthält. 
Sie zieht zu ihrem Vater, bekommt eine Tochter und Birthe und Nils nähern sich nach einiger Zeit wieder einander an. In der Schlussszene sind die beiden wieder zusammen in ihrem Lebenstraum vereint, die Berge zu erkunden.

## Hintergrund
Für Das Alter der Erde wurde vom 12. Mai 2014 bis zum 12. Juni 2014 an Schauplätzen in Norwegen gedreht. Die Erstausstrahlung fand am Freitag, dem 19. Oktober 2016 auf SRF 1 statt.

## Kritik
Die Kritiker der Fernsehzeitschrift TV Spielfilm gaben dem Film eine mittlere Wertung, sie zeigten mit dem Daumen zur Seite. Sie konstatierten: „Bildstark werden hier mit allerlei Naturmetaphern die großen Fragen des Lebens unangenehm pathetisch durchdekliniert. – Alter! Diese Bergtour ist ganz schön seifig.“